# Kuźnice Świdnickie
Kuźnice Świdnickie (deutsch Fellhammer) ist seit 1973 ein Ortsteil der Stadt Boguszów-Gorce im Powiat Wałbrzyski (Waldenburg) der Woiwodschaft Niederschlesien in Polen.

## Geographie
Kuźnice Świdnickie liegt im Osten des Waldenburger Berglandes an einer Nebenstraße südlich der Woiwodschaftsstraße 367. Nachbarorte sind der nordwestlich gelegene Stadtteil Boguszów, Jedlina-Zdrój im Osten, Unisław Śląski im Süden, Krzeszów im Südwesten, Grzędy im Westen und Czarny Bór sowie der Stadtteil Gorce im Nordwesten.

## Geschichte
Fellhammer wurde 1511 von der Grundherrschaft auf Fürstenstein im Zusammenhang mit dem Ausbau der Erzgruben von Gottesberg gegründet. Es entstand vermutlich an der Stelle des untergegangenen Dorfes „Anewaldisdorf“, das um 1250 gegründet worden war und später auch als „Wustendorf“ bezeichnet wurde. Im Dreißigjährigen Krieg fiel es wüst und wurde danach wieder aufgebaut. Nach dem Ersten Schlesischen Krieg 1742 fiel Fellhammer zusammen mit dem größten Teil Schlesiens an Preußen. Im selben Jahr wurde eine evangelische Schule eröffnet und 1774/75 das erste Schulhaus erbaut. Nach der Neugliederung Preußens gehörte Fellhammer seit 1815 zur Provinz Schlesien und war ab 1816 dem Landkreis Waldenburg eingegliedert, mit dem es bis 1945 verbunden blieb. Es bildete eine selbständige Landgemeinde und gehörte seit 1874 zum Amtsbezirk Alt Lässig. 1876 wurde der „Amtsbezirk Fellhammer“ gebildet, zu dem auch die Landgemeinden Neuhohendorf, Neu Lässig und Ober Hermsdorf gehörten. Bis zur industriellen Entwicklung durch die Erschließung der Kohle Mitte des 19. Jahrhunderts waren die Bewohner überwiegend als Hausweber und Waldarbeiter tätig. 1860 wurde der Mayrau-Schacht in Betrieb genommen und 1867 erhielt Fellhammer Anschluss an der Schlesischen Gebirgsbahn. Mit der Inbetriebnahme der Bahnverbindung nach Halbstadt in Böhmen war der Bahnhof in Fellhammer ab 1878 ein Eisenbahnknotenpunkt. Ab 1887 wurde der Ortsteil „Hinter-Fellhammer“ errichtet. 1928 erfolgte die Eingemeindung von Neulässig mit Neuhohendorf, die als Ortsteil „Fellhammer-West“ bezeichnet wurden. 1930 wurde der Mayrau-Schacht stillgelegt. 1939 bestand Fellhammer aus 5866 Einwohnern.
Als Folge des Zweiten Weltkriegs fiel Eichdamm mit fast ganz Schlesien 1945 an Polen. Nachfolgend wurde es durch die polnische Administration in Kuźnice Świdnickie umbenannt. Die einheimische deutsche Bevölkerung wurde, soweit sie nicht vorher geflohen war, vertrieben. Die neu angesiedelten Bewohner waren teilweise Zwangsumgesiedelte aus Ostpolen, das an die Sowjetunion gefallen war.
1954 wurde Kuźnice Świdnickie zur stadtartigen Siedlung erhoben. 1973 erfolgte die Zusammenlegung mit der Stadt Boguszów-Gorce. Als deren Ortsteil teilt Kuźnice Świdnickie seither seine weitere Geschichte und Entwicklung.

## Sehenswürdigkeiten
- Kirche der Jungfrau Maria von 1917 (ul. Żeromskiego)

## Landschaft

Blick vom Wildberg

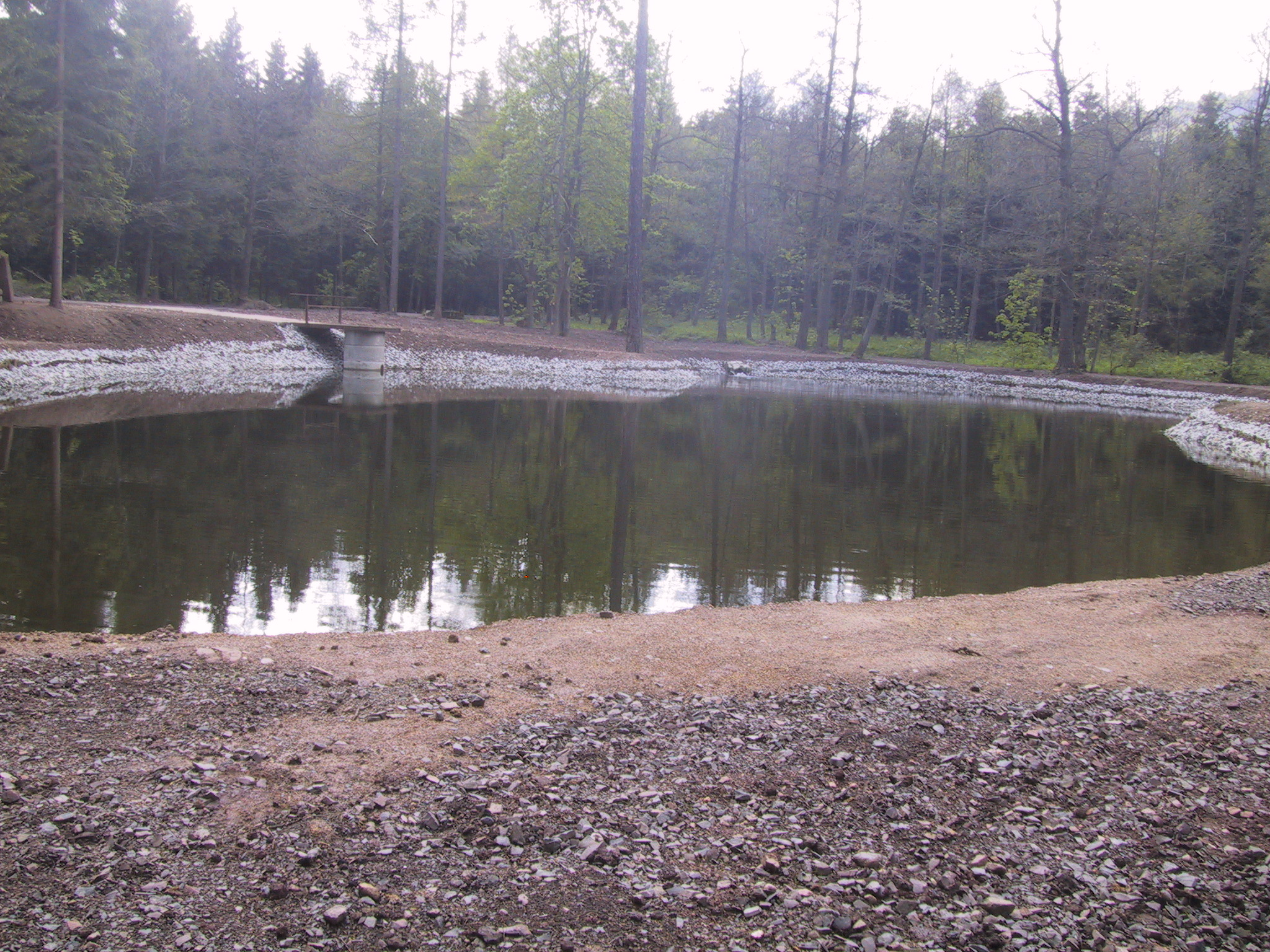
Staubecken am Rauschenbach

- Wildberg. Der Wildberg ist der Hausberg von Fellhammer. Vom Wildberg hat man einen sehr schönen Panoramablick über das Waldenburger Bergland bis zur Wielka Sowa und zur Ślęża (Zobten). 2008/2009 wurde ein Sessellift errichtet, der am 16. August 2009 eingeweiht wurde. Der Sessellift geht über eine Länge von 779,68 Meter. Die Talstation liegt auf 590 m ü.NHN, die Bergstation liegt auf 812,3 m ü.NHN. Es werden 221,3 Höhenmeter überwunden. Die Fahrzeit beträgt fünf Minuten und 40 Sekunden. Der Sessellift ist ganzjährig in Betrieb und wird im Winter als Skilift genutzt. Schneekanonen zur Präparierung der Skipisten sind seit 2011 in Betrieb. Zum Betrieb der Schneekanonen wurde am Rauschenbach ein Staubecken  (Volumen 300.000 Kubikmeter) angelegt. Geplant sind weiter ein Aussichtsturm auf dem Wildberg sowie ein Hotel mit Gastronomie bei der Talstation.

## Persönlichkeiten
- Jan Tyrawa (* 1948), Bischof von Bydgoszcz